# Октасилио Пињеро Гвера
Октасилио Пињеро Гвера (21. новембар 1909. — 26. фебруар 1967) бивши је бразилски фудбалер. Играо је за репрезентацију Бразила.